# Ambtstermijn
Een ambtstermijn is de tijdspanne waarvoor iemand een bepaalde functie mag uitoefenen.
Naast de duur van elke termijn kan ook het aantal ambtstermijnen dat iemand de functie mag uitoefenen beperkt worden.
De ambtstermijn begint soms met een of andere vorm van inauguratie.

## Voorbeelden
- België
  - Parlement (Senaat en Kamer):
    - Tot 2014: 4 jaar
    - Na 2014: 5 jaar
- Europese Unie
  - Europees Parlement
    - Parlementslid: 5 jaar
    - Voorzitter: 2,5 jaar

  - Europese Commissie: 5 jaar
- Frankrijk
  - President
    - 1958–2000: 7 jaar
    - Na 2000: 5 jaar

  - Parlement: 5 jaar
  - Senaat
    - Tot 2004: 9 jaar
    - Na 2004: 6 jaar
- Nederland:
  - Parlement:
    - Tweede Kamer: 4 jaar
    - Eerste Kamer: 4 jaar

  - Provinciale Staten: 4 jaar
  - Gemeente:
    - Gemeenteraad: 4 jaar
    - Burgemeester: 6 jaar
- Rusland
  - President:
    - 1991–1993: 5 jaar

Kaart met de ambtstermijnen van de gouverneurs van de staten van de Verenigde Staten.

    - 1993–2008: maximaal 2 maal opeenvolgend voor 4 jaar
    - Na 2008: maximaal 2 maal opeenvolgend voor 6 jaar.

  - Federatieraad (hogerhuis): bepaald door regio van elk lid
  - Staatsdoema (lagerhuis): 4 jaar
- Turkije
  - President
    - 1923–2007: 7 jaar
    - Na referendum 2007: maximaal 2 keer 5 jaar

  - Parlement:
    - 1923–2007: 5 jaar
    - Na referendum 2007: 4 jaar
- Verenigde Staten
  - President: maximaal 2 keer 4 jaar
  - Huis van Afgevaardigden: 2 jaar onbeperkt
  - Senaat: 6 jaar onbeperkt
  - Gouverneur van een deelstaat: beperking van 2 of 3 termijnen of onbeperkt; termijnen van 2 of 4 jaar